# Pietro Negroni
Pietro Negroni, también llamado Il Giovane Zingaro ('el joven gitano') y Lo zingarello di Cosenza ('el pequeño gitano de Cosenza') ( Cosenza, c.1505-1565) fue un pintor italiano del período del Renacimiento, activo principalmente en Nápoles. Era conocido por sus retablos, escenas mitológicas y retratos.

## Vida
Negroni fue alumno de los pintores Giovanni Antonio D'Amato y Marco Cardisco, y fuertemente influenciado por Polidoro da Caravaggio. Pintó una Adoración de los magos (1541) y La flagelación de Cristo para la iglesia de Santa Maria Donna Regina Vecchia en Nápoles. Pintó una Virgen con niño y ángeles y santos para Sant'Agnello . Pintó una Virgen y un Niño para Santa Croce en Lucca . Pintó en Aversa y Cosenza, y un retablo en la iglesia de la Congrega de Mongrassano en Calabria . Pintó un retrato de un joven ahora en la Galería Borghese de Roma.

## Otras lecturas
- Pietro Negroni como dibujante, David Jaffe. The Burlington Magazine, vol. 127, no. 984, marzo de 1985, páginas 157, 159.

- Datos: Q3904110
- Multimedia: Pietro Negroni / Q3904110